# Renault Alpine A442
Renault Alpine A442 är en sportvagnsprototyp, tillverkad av den franska biltillverkaren Alpine i samarbete med Renault mellan 1975 och 1978.

## Bakgrund
Internationella bilsportförbundet (FIA) hade infört ett europeiskt mästerskap för sportvagnar med tvålitersmotor till 1970. Klassen blev snabbt populär och tävlingarna kördes som supportklass till sportvagns-VM. Till säsongen 1973 presenterade Alpine sin helfranska bil, målad i trikolorens färger.

## Utveckling
Alpine A440 hade en kompakt rörram av stål, täckt av en kaross i glasfiberarmerad plast. Motorn tillverkades av Renault Gordini. Det var en V6:a på två liter och runt 270 hk. Bilens chassi visade sig vara alltför vekt och till 1974 kom Alpine A441, vars rörram hade förstärkts med aluminiumplåtar. A441 blev mycket framgångsrik och Alpine vann märkestiteln i EM 1974.
Renault hade gradvis ökat sitt ägande i Alpine och 1975 tog man över helt. Renaults mål var att vinna Le Mans 24-timmars och vapnet hette Renault Alpine A442. A442 skilde sig från föregångarna främst genom att motorn försetts med turbokompressor och modellen kvalade därmed in bland de större prototyperna i Grupp 6. Bilen var mycket snabb, men problem med tillförlitligheten hos dessa tidiga turbomotorer gjorde att den sällan tog sig i mål. Till 1978 kom Renault Alpine A443 med något längre chassi och en större 2,2-litersmotor. 
Efter segern på Le Mans 1978 avvecklade Renault sin sportvagnssatsning och fokuserade på sitt formel 1-stall.

## Tekniska data
| Tekniska data         | A442B                                                                 |
| --------------------- | --------------------------------------------------------------------- |
| Motor:                | Mittmonterad 6-cylindrig 90° V-motor med turbo                        |
| Cylindervolym:        | 1997 cm³                                                              |
| Borrning x slaglängd: | 86,0 x 57,3 mm                                                        |
| Max effekt:           | 500 hk vid 9 900 v/min                                                |
| Max vridmoment:       | 392 Nm vid 8 100 v/min                                                |
| Ventilstyrning:       | Dubbla överliggande kamaxlar per cylinderrad, 4 ventiler per cylinder |
| Bränslesystem:        | Kugelfischer bränsleinsprutning                                       |
| Växellåda:            | 5-växlad manuell                                                      |
| Hjulupphängning:      | Dubbla tvärlänkar, skruvfjädrar                                       |
| Bromsar:              | Ventilerade skivbromsar                                               |
| Chassi & kaross:      | Stålrörsram med glasfiberkaross                                       |
| Hjulbas:              | 2310 mm                                                               |
| Torrvikt:             | 720 kg                                                                |
| Toppfart:             | 360 km/h                                                              |

## Tävlingsresultat
Renault Alpine A442 vann sin debuttävling, Mugello 1000 km 1975 med förarna Jean-Pierre Jabouille och Gérard Larrousse. Resten av säsongen, liksom säsongen 1976 kom att präglas av problem med tillförlitligheten.
1977 kunde man glädja sig åt ett par andraplaceringar, i Dijon 500 km och Monza 500 km, men Le Mans-loppet blev en stor besvikelse eftersom stallets alla fyra bilarna bröt tävlingen.
1978 ställde Renault Alpine upp med tre bilar på Le Mans, två A442 och en A443. Jean-Pierre Jaussaud och Didier Pironi tog hem segern i en av de äldre bilarna, med den andra A442:an på fjärde plats.